# Rino Vernizzi
Rino Vernizzi (Mezzano Inferiore, 15 novembre 1946 – 16 giugno 2022) è stato un fagottista contemporaneo italiano.

## Biografia
Si è diplomato in fagotto presso il Conservatorio di Parma con Enzo Muccetti nel 1967, successivamente si è dedicato al perfezionamento del pianoforte con Paolo Cavazzini dimostrando fin primi anni della carriera interesse per la musica jazz, poi abbandonata per dedicarsi totalmente al mondo delle orchestre sinfoniche.
Vernizzi ha vinto numerosi concorsi, ha suonato con diverse delle principali orchestre italiane in particolare, per diversi anni, è stato I fagotto dell'Orchestra dell'Accademia nazionale di Santa Cecilia di Roma. Come solista ha collaborato con direttori come Giuseppe Sinopoli, Carlo Maria Giulini, Kurt Masur, Sir Neville Marriner, Daniel Oren, Daniele Gatti, Vladimir Spivakov ed è stato in tournée in tutto il mondo.
Suo obiettivo però è sempre stato quello di esplorare tutto lo spettro della musica, curando non solo il filone classico europeo, ma anche impegnandosi fortemente, specialmente nell'ultimo decennio, in altri generi musicali, come avanguardia e musica elettronica. L’ambito in cui si è maggiormente cimentato in questi ultimi anni è tuttavia quello del jazz, grazie anche alle sue capacità di arrangiatore e compositore è uno dei pochi fagottisti a livello internazionale ad avere utilizzato lo strumento in questo repertorio.
I CD incisi con il suo quartetto: Etnoart Jazz Bassoon, Golberg Jazz, Play Bach Paganini, Baby Boom,  The quartet seasons, Storie di tango (omaggio a Borges e Piazzolla), Jazz Piano Trio (omaggio a Claude Bolling) e Play Pixinguinha sono stati molto apprezzati dalla critica.

## Discografia

### Jazz
- Goldberg Jazz - Play Bach, Play Paganini, Rino Vernizzi, Vernizzi Jazz Quartet, Arts.
- Baby Boom, Rino Vernizzi, Vernizzi Jazz Quartet, Italy, 2001.
- Bassoon XX (concerto di Gubaidulina, Françaix, André Jolivet etc.), Rino Vernizzi, Antonio Plotino, Arts, 2003.

### Classica
- Sonatas For Oboe And Basso Continuo, Alessandro Besozzi, Borgonovo, Rino Vernizzi*, Farina, Dynamic, 1992
- Sinfonie Da Opere • Ouvertures From Operas, Rossini quartet, Griminelli, Giuffredi, Marchello, Vernizzi, RS, 1994
- Rossini - Symphonies For Wind Instruments, Ottetto Italiano (Alberto Negroni, Carrado Giuffredi, Corrado Giuffredi, Danilo Marchello, Gabriele Screpis, Luca Milani, Luigi Sabanelli, Paolo Brunello, Rino Vernizzi, Sergio Boni), Arts music, 1995
- Sonatas For Winds And Piano, Paul Hindemith, Angelo Persichilli, Pietro Borgonovo, Rino Vernizzi, Michele Carulli, Luciano Giuliani, Massimiliano Damerini, Arts music, 1997
- Vivaldi, 8 Concertos For Flute, Oboe, Violin, Bassoon And Continuo, Angelo Persichilli, Pietro Borgonovo, Giovanni Guglielmo, Rino Vernizzi, Edoardo Farina, Emilio Benzi, Arts music, 1997
- Vivaldi, 5 Concertos And 2 Sonatas For Flute, Oboe Or Violin, Bassoon And Continuo, Angelo Persichilli, Pietro Borgonovo, Giovanni Guglielmo, Rino Vernizzi, Edoardo Farina, Emilio Benzi, Arts, 1998[6].
- Beethoven - Complete Music For Winds And Brass Vol.1, Ottetto Italiano (Alberto Negroni, Carrado Giuffredi, Corrado Giuffredi, Danilo Marchello, Gabriele Screpis, Luca Milani, Luigi Sabanelli, Paolo Brunello, Rino Vernizzi, Sergio Boni), Arts music, 1999.
- Unpublished Verdi, Arts, 2001[7].
- Gioachino Rossini / Vincenzo Gambaro - Il Barbiere Di Siviglia (Original Transcription For Winds) , Ottetto Italiano (Alberto Negroni, Carrado Giuffredi, Corrado Giuffredi, Danilo Marchello, Gabriele Screpis, Luca Milani, Luigi Sabanelli, Paolo Brunello, Rino Vernizzi, Sergio Boni), Arts music, 2005[8].